# Armorial des localités de Baranya
Cette page donne les armoiries (figures et blasonnements) des localités du comitat de Baranya.
- Haut – A
- B
- C
- D
- E
- F
- G
- H
- I
- J
- K
- L
- M
- N
- O
- P
- Q
- R
- S
- T
- U
- V
- W
- X
- Y
- Z

## A
| Blason de Abaliget | Blason  |                                                  |
| Blason de Abaliget | Détails | Le statut officiel du blason reste à déterminer. |

| Blason de Adorjás | Blason  |                                                  |
| Blason de Adorjás | Détails | Le statut officiel du blason reste à déterminer. |

| Blason de Almamellék | Blason  |                                                  |
| Blason de Almamellék | Détails | Le statut officiel du blason reste à déterminer. |

| Blason de Alsómocsolád | Blason  |                                                  |
| Blason de Alsómocsolád | Détails | Le statut officiel du blason reste à déterminer. |

| Blason de Aranyosgadány | Blason  |                                                  |
| Blason de Aranyosgadány | Détails | Le statut officiel du blason reste à déterminer. |

## B
| Blason de Bakóca | Blason  |                                                  |
| Blason de Bakóca | Détails | Le statut officiel du blason reste à déterminer. |

| Blason de Bakonya | Blason  |                                                  |
| Blason de Bakonya | Détails | Le statut officiel du blason reste à déterminer. |

| Blason de Bánfa | Blason  |                                                  |
| Blason de Bánfa | Détails | Le statut officiel du blason reste à déterminer. |

| Blason de Baranyahídvég | Blason  |                                                  |
| Blason de Baranyahídvég | Détails | Le statut officiel du blason reste à déterminer. |

| Blason de Baranyajenő | Blason  |                                                  |
| Blason de Baranyajenő | Détails | Le statut officiel du blason reste à déterminer. |

| Blason de Baranyaszentgyörgy | Blason  |                                                  |
| Blason de Baranyaszentgyörgy | Détails | Le statut officiel du blason reste à déterminer. |

| Blason de Basal | Blason  |                                                  |
| Blason de Basal | Détails | Le statut officiel du blason reste à déterminer. |

| Blason de Beremend | Blason  |                                                  |
| Blason de Beremend | Détails | Le statut officiel du blason reste à déterminer. |

| Blason de Berkesd | Blason  |                                                  |
| Blason de Berkesd | Détails | Le statut officiel du blason reste à déterminer. |

| Blason de Besence | Blason  |                                                  |
| Blason de Besence | Détails | Le statut officiel du blason reste à déterminer. |

| Blason de Bezedek | Blason  |                                                  |
| Blason de Bezedek | Détails | Le statut officiel du blason reste à déterminer. |

| Blason de Bicsérd | Blason  |                                                  |
| Blason de Bicsérd | Détails | Le statut officiel du blason reste à déterminer. |

| Blason de Bikal | Blason  |                                                  |
| Blason de Bikal | Détails | Le statut officiel du blason reste à déterminer. |

| Blason à dessiner | Blason  |                                                  |
| Blason à dessiner | Détails | Le statut officiel du blason reste à déterminer. |

| Blason de Boda | Blason  |                                                  |
| Blason de Boda | Détails | Le statut officiel du blason reste à déterminer. |

| Blason de Bogád | Blason  |                                                  |
| Blason de Bogád | Détails | Le statut officiel du blason reste à déterminer. |

| Blason de Bogádmindszent | Blason  |                                                  |
| Blason de Bogádmindszent | Détails | Le statut officiel du blason reste à déterminer. |

| Blason de Boldogasszonyfa | Blason  |                                                  |
| Blason de Boldogasszonyfa | Détails | Le statut officiel du blason reste à déterminer. |

| Blason de Bóly | Blason  |                                                  |
| Blason de Bóly | Détails | Le statut officiel du blason reste à déterminer. |

| Blason de Botykapeterd | Blason  |                                                  |
| Blason de Botykapeterd | Détails | Le statut officiel du blason reste à déterminer. |

| Blason de Bükkösd | Blason  |                                                  |
| Blason de Bükkösd | Détails | Le statut officiel du blason reste à déterminer. |

| Blason de Bürüs | Blason  |                                                  |
| Blason de Bürüs | Détails | Le statut officiel du blason reste à déterminer. |

## Cs
| Blason à dessiner | Blason  |                                                  |
| Blason à dessiner | Détails | Le statut officiel du blason reste à déterminer. |

| Blason de Csebény | Blason  |                                                  |
| Blason de Csebény | Détails | Le statut officiel du blason reste à déterminer. |

| Blason à dessiner | Blason  |                                                  |
| Blason à dessiner | Détails | Le statut officiel du blason reste à déterminer. |

| Blason à dessiner | Blason  |                                                  |
| Blason à dessiner | Détails | Le statut officiel du blason reste à déterminer. |

| Blason à dessiner | Blason  |                                                  |
| Blason à dessiner | Détails | Le statut officiel du blason reste à déterminer. |

## D
| Blason à dessiner | Blason  |                                                  |
| Blason à dessiner | Détails | Le statut officiel du blason reste à déterminer. |

| Blason à dessiner | Blason  |                                                  |
| Blason à dessiner | Détails | Le statut officiel du blason reste à déterminer. |

| Blason à dessiner | Blason  |                                                  |
| Blason à dessiner | Détails | Le statut officiel du blason reste à déterminer. |

| Blason de Drávakeresztúr | Blason  |                                                  |
| Blason de Drávakeresztúr | Détails | Le statut officiel du blason reste à déterminer. |

| Blason à dessiner | Blason  |                                                  |
| Blason à dessiner | Détails | Le statut officiel du blason reste à déterminer. |

## E
| Blason à dessiner | Blason  |                                                  |
| Blason à dessiner | Détails | Le statut officiel du blason reste à déterminer. |

| Blason de Egyházaskozár | Blason  |                                                  |
| Blason de Egyházaskozár | Détails | Le statut officiel du blason reste à déterminer. |

## F
| Blason à dessiner | Blason  |                                                  |
| Blason à dessiner | Détails | Le statut officiel du blason reste à déterminer. |

| Blason de Feked | Blason  |                                                  |
| Blason de Feked | Détails | Le statut officiel du blason reste à déterminer. |

| Blason à dessiner | Blason  |                                                  |
| Blason à dessiner | Détails | Le statut officiel du blason reste à déterminer. |

| Blason de Felsőszentmárton | Blason  |                                                  |
| Blason de Felsőszentmárton | Détails | Le statut officiel du blason reste à déterminer. |

## G-Gy
| Blason à dessiner | Blason  |                                                  |
| Blason à dessiner | Détails | Le statut officiel du blason reste à déterminer. |

| Blason à dessiner | Blason  |                                                  |
| Blason à dessiner | Détails | Le statut officiel du blason reste à déterminer. |

| Blason de Görcsöny | Blason  |                                                  |
| Blason de Görcsöny | Détails | Le statut officiel du blason reste à déterminer. |

| Blason de Görcsönydoboka | Blason  |                                                  |
| Blason de Görcsönydoboka | Détails | Le statut officiel du blason reste à déterminer. |

| Blason de Gyód | Blason  |                                                  |
| Blason de Gyód | Détails | Le statut officiel du blason reste à déterminer. |

| Blason à dessiner | Blason  |                                                  |
| Blason à dessiner | Détails | Le statut officiel du blason reste à déterminer. |

## H
| Blason de Harkány | Blason  |                                                  |
| Blason de Harkány | Détails | Le statut officiel du blason reste à déterminer. |

| Blason de Hegyhátmaróc | Blason  |                                                  |
| Blason de Hegyhátmaróc | Détails | Le statut officiel du blason reste à déterminer. |

| Blason à dessiner | Blason  |                                                  |
| Blason à dessiner | Détails | Le statut officiel du blason reste à déterminer. |

| Blason à dessiner | Blason  |                                                  |
| Blason à dessiner | Détails | Le statut officiel du blason reste à déterminer. |

| Blason à dessiner | Blason  |                                                  |
| Blason à dessiner | Détails | Le statut officiel du blason reste à déterminer. |

| Blason à dessiner | Blason  |                                                  |
| Blason à dessiner | Détails | Le statut officiel du blason reste à déterminer. |

| Blason à dessiner | Blason  |                                                  |
| Blason à dessiner | Détails | Le statut officiel du blason reste à déterminer. |

| Blason à dessiner | Blason  |                                                  |
| Blason à dessiner | Détails | Le statut officiel du blason reste à déterminer. |

## I
| Blason de Ibafa | Blason  |                                                  |
| Blason de Ibafa | Détails | Le statut officiel du blason reste à déterminer. |

| Blason de Ipacsfa | Blason  |                                                  |
| Blason de Ipacsfa | Détails | Le statut officiel du blason reste à déterminer. |

| Blason de Ivándárda | Blason  |                                                  |
| Blason de Ivándárda | Détails | Le statut officiel du blason reste à déterminer. |

## K
| Blason à dessiner | Blason  |                                                  |
| Blason à dessiner | Détails | Le statut officiel du blason reste à déterminer. |

| Blason à dessiner | Blason  |                                                  |
| Blason à dessiner | Détails | Le statut officiel du blason reste à déterminer. |

| Blason à dessiner | Blason  |                                                  |
| Blason à dessiner | Détails | Le statut officiel du blason reste à déterminer. |

| Blason à dessiner | Blason  |                                                  |
| Blason à dessiner | Détails | Le statut officiel du blason reste à déterminer. |

| Blason à dessiner | Blason  |                                                  |
| Blason à dessiner | Détails | Le statut officiel du blason reste à déterminer. |

| Blason à dessiner | Blason  |                                                  |
| Blason à dessiner | Détails | Le statut officiel du blason reste à déterminer. |

| Blason à dessiner | Blason  |                                                  |
| Blason à dessiner | Détails | Le statut officiel du blason reste à déterminer. |

| Blason à dessiner | Blason  |                                                  |
| Blason à dessiner | Détails | Le statut officiel du blason reste à déterminer. |

| Blason à dessiner | Blason  |                                                  |
| Blason à dessiner | Détails | Le statut officiel du blason reste à déterminer. |

| Blason à dessiner | Blason  |                                                  |
| Blason à dessiner | Détails | Le statut officiel du blason reste à déterminer. |

| Blason à dessiner | Blason  |                                                  |
| Blason à dessiner | Détails | Le statut officiel du blason reste à déterminer. |

| Blason à dessiner | Blason  |                                                  |
| Blason à dessiner | Détails | Le statut officiel du blason reste à déterminer. |

| Blason de Kisharsány | Blason  |                                                  |
| Blason de Kisharsány | Détails | Le statut officiel du blason reste à déterminer. |

| Blason à dessiner | Blason  |                                                  |
| Blason à dessiner | Détails | Le statut officiel du blason reste à déterminer. |

| Blason à dessiner | Blason  |                                                  |
| Blason à dessiner | Détails | Le statut officiel du blason reste à déterminer. |

| Blason à dessiner | Blason  |                                                  |
| Blason à dessiner | Détails | Le statut officiel du blason reste à déterminer. |

| Blason à dessiner | Blason  |                                                  |
| Blason à dessiner | Détails | Le statut officiel du blason reste à déterminer. |

| Blason à dessiner | Blason  |                                                  |
| Blason à dessiner | Détails | Le statut officiel du blason reste à déterminer. |

| Blason de Komló | Blason  |                                                  |
| Blason de Komló | Détails | Le statut officiel du blason reste à déterminer. |

| Blason de Kovácshida | Blason  |                                                  |
| Blason de Kovácshida | Détails | Le statut officiel du blason reste à déterminer. |

| Blason de Kővágószőlős | Blason  |                                                  |
| Blason de Kővágószőlős | Détails | Le statut officiel du blason reste à déterminer. |

| Blason de Kővágótöttös | Blason  |                                                  |
| Blason de Kővágótöttös | Détails | Le statut officiel du blason reste à déterminer. |

| Blason de Kozármisleny | Blason  | De gueules à une ancre d'or                      |
| Blason de Kozármisleny | Détails | Le statut officiel du blason reste à déterminer. |

## L
| Blason à dessiner | Blason  |                                                  |
| Blason à dessiner | Détails | Le statut officiel du blason reste à déterminer. |

| Blason à dessiner | Blason  |                                                  |
| Blason à dessiner | Détails | Le statut officiel du blason reste à déterminer. |

| Blason à dessiner | Blason  |                                                  |
| Blason à dessiner | Détails | Le statut officiel du blason reste à déterminer. |

| Blason à dessiner | Blason  |                                                  |
| Blason à dessiner | Détails | Le statut officiel du blason reste à déterminer. |

## M
| Blason de Mágocs | Blason  |                                                  |
| Blason de Mágocs | Détails | Le statut officiel du blason reste à déterminer. |

| Blason à dessiner | Blason  |                                                  |
| Blason à dessiner | Détails | Le statut officiel du blason reste à déterminer. |

| Blason à dessiner | Blason  |                                                  |
| Blason à dessiner | Détails | Le statut officiel du blason reste à déterminer. |

| Blason à dessiner | Blason  |                                                  |
| Blason à dessiner | Détails | Le statut officiel du blason reste à déterminer. |

| Blason à dessiner | Blason  |                                                  |
| Blason à dessiner | Détails | Le statut officiel du blason reste à déterminer. |

| Blason à dessiner | Blason  |                                                  |
| Blason à dessiner | Détails | Le statut officiel du blason reste à déterminer. |

| Blason à dessiner | Blason  |                                                  |
| Blason à dessiner | Détails | Le statut officiel du blason reste à déterminer. |

| Blason à dessiner | Blason  |                                                  |
| Blason à dessiner | Détails | Le statut officiel du blason reste à déterminer. |

| Blason à dessiner | Blason  |                                                  |
| Blason à dessiner | Détails | Le statut officiel du blason reste à déterminer. |

| Blason à dessiner | Blason  |                                                  |
| Blason à dessiner | Détails | Le statut officiel du blason reste à déterminer. |

| Blason à dessiner | Blason  |                                                  |
| Blason à dessiner | Détails | Le statut officiel du blason reste à déterminer. |

| Blason à dessiner | Blason  |                                                  |
| Blason à dessiner | Détails | Le statut officiel du blason reste à déterminer. |

| Blason à dessiner | Blason  |                                                  |
| Blason à dessiner | Détails | Le statut officiel du blason reste à déterminer. |

| Blason à dessiner | Blason  |                                                  |
| Blason à dessiner | Détails | Le statut officiel du blason reste à déterminer. |

| Blason de Mohács | Blason  |                                                  |
| Blason de Mohács | Détails | Le statut officiel du blason reste à déterminer. |

| Blason à dessiner | Blason  |                                                  |
| Blason à dessiner | Détails | Le statut officiel du blason reste à déterminer. |

| Blason à dessiner | Blason  |                                                  |
| Blason à dessiner | Détails | Le statut officiel du blason reste à déterminer. |

## N
| Blason à dessiner | Blason  |                                                  |
| Blason à dessiner | Détails | Le statut officiel du blason reste à déterminer. |

| Blason à dessiner | Blason  |                                                  |
| Blason à dessiner | Détails | Le statut officiel du blason reste à déterminer. |

| Blason à dessiner | Blason  |                                                  |
| Blason à dessiner | Détails | Le statut officiel du blason reste à déterminer. |

| Blason à dessiner | Blason  |                                                  |
| Blason à dessiner | Détails | Le statut officiel du blason reste à déterminer. |

| Blason à dessiner | Blason  |                                                  |
| Blason à dessiner | Détails | Le statut officiel du blason reste à déterminer. |

| Blason à dessiner | Blason  |                                                  |
| Blason à dessiner | Détails | Le statut officiel du blason reste à déterminer. |

| Blason à dessiner | Blason  |                                                  |
| Blason à dessiner | Détails | Le statut officiel du blason reste à déterminer. |

| Blason à dessiner | Blason  |                                                  |
| Blason à dessiner | Détails | Le statut officiel du blason reste à déterminer. |

| Blason à dessiner | Blason  |                                                  |
| Blason à dessiner | Détails | Le statut officiel du blason reste à déterminer. |

| Blason à dessiner | Blason  |                                                  |
| Blason à dessiner | Détails | Le statut officiel du blason reste à déterminer. |

| Blason à dessiner | Blason  |                                                  |
| Blason à dessiner | Détails | Le statut officiel du blason reste à déterminer. |

## O-Ó
| Blason à dessiner | Blason  |                                                  |
| Blason à dessiner | Détails | Le statut officiel du blason reste à déterminer. |

| Blason à dessiner | Blason  |                                                  |
| Blason à dessiner | Détails | Le statut officiel du blason reste à déterminer. |

| Blason à dessiner | Blason  |                                                  |
| Blason à dessiner | Détails | Le statut officiel du blason reste à déterminer. |

| Blason à dessiner | Blason  |                                                  |
| Blason à dessiner | Détails | Le statut officiel du blason reste à déterminer. |

| Blason à dessiner | Blason  |                                                  |
| Blason à dessiner | Détails | Le statut officiel du blason reste à déterminer. |

| Blason à dessiner | Blason  |                                                  |
| Blason à dessiner | Détails | Le statut officiel du blason reste à déterminer. |

## P
| Blason à dessiner | Blason  |                                                  |
| Blason à dessiner | Détails | Le statut officiel du blason reste à déterminer. |

| Blason à dessiner | Blason  |                                                  |
| Blason à dessiner | Détails | Le statut officiel du blason reste à déterminer. |

| Blason à dessiner | Blason  |                                                  |
| Blason à dessiner | Détails | Le statut officiel du blason reste à déterminer. |

| Blason de Pécs | Blason  |                                                  |
| Blason de Pécs | Détails | Le statut officiel du blason reste à déterminer. |

| Blason à dessiner | Blason  |                                                  |
| Blason à dessiner | Détails | Le statut officiel du blason reste à déterminer. |

| Blason à dessiner | Blason  |                                                  |
| Blason à dessiner | Détails | Le statut officiel du blason reste à déterminer. |

| Blason à dessiner | Blason  |                                                  |
| Blason à dessiner | Détails | Le statut officiel du blason reste à déterminer. |

| Blason de Pécsvárad | Blason  |                                                  |
| Blason de Pécsvárad | Détails | Le statut officiel du blason reste à déterminer. |

| Blason à dessiner | Blason  |                                                  |
| Blason à dessiner | Détails | Le statut officiel du blason reste à déterminer. |

| Blason à dessiner | Blason  |                                                  |
| Blason à dessiner | Détails | Le statut officiel du blason reste à déterminer. |

| Blason à dessiner | Blason  |                                                  |
| Blason à dessiner | Détails | Le statut officiel du blason reste à déterminer. |

| Blason à dessiner | Blason  |                                                  |
| Blason à dessiner | Détails | Le statut officiel du blason reste à déterminer. |

| Blason à dessiner | Blason  |                                                  |
| Blason à dessiner | Détails | Le statut officiel du blason reste à déterminer. |

## R
| Blason à dessiner | Blason  |                                                  |
| Blason à dessiner | Détails | Le statut officiel du blason reste à déterminer. |

| Blason de Regenye | Blason  |                                                  |
| Blason de Regenye | Détails | Le statut officiel du blason reste à déterminer. |

## S-Sz
| Blason à dessiner | Blason  |                                                  |
| Blason à dessiner | Détails | Le statut officiel du blason reste à déterminer. |

| Blason à dessiner | Blason  |                                                  |
| Blason à dessiner | Détails | Le statut officiel du blason reste à déterminer. |

| Blason de Sásd | Blason  |                                                  |
| Blason de Sásd | Détails | Le statut officiel du blason reste à déterminer. |

| Blason à dessiner | Blason  |                                                  |
| Blason à dessiner | Détails | Le statut officiel du blason reste à déterminer. |

| Blason de Sellye | Blason  |                                                  |
| Blason de Sellye | Détails | Le statut officiel du blason reste à déterminer. |

| Blason de Siklós | Blason  |                                                  |
| Blason de Siklós | Détails | Le statut officiel du blason reste à déterminer. |

| Blason à dessiner | Blason  |                                                  |
| Blason à dessiner | Détails | Le statut officiel du blason reste à déterminer. |

| Blason à dessiner | Blason  |                                                  |
| Blason à dessiner | Détails | Le statut officiel du blason reste à déterminer. |

| Blason à dessiner | Blason  |                                                  |
| Blason à dessiner | Détails | Le statut officiel du blason reste à déterminer. |

| Blason à dessiner | Blason  |                                                  |
| Blason à dessiner | Détails | Le statut officiel du blason reste à déterminer. |

| Blason à dessiner | Blason  |                                                  |
| Blason à dessiner | Détails | Le statut officiel du blason reste à déterminer. |

| Blason à dessiner | Blason  |                                                  |
| Blason à dessiner | Détails | Le statut officiel du blason reste à déterminer. |

| Blason à dessiner | Blason  |                                                  |
| Blason à dessiner | Détails | Le statut officiel du blason reste à déterminer. |

| Blason à dessiner | Blason  |                                                  |
| Blason à dessiner | Détails | Le statut officiel du blason reste à déterminer. |

| Blason à dessiner | Blason  |                                                  |
| Blason à dessiner | Détails | Le statut officiel du blason reste à déterminer. |

| Blason de Szárász | Blason  |                                                  |
| Blason de Szárász | Détails | Le statut officiel du blason reste à déterminer. |

| Blason à dessiner | Blason  |                                                  |
| Blason à dessiner | Détails | Le statut officiel du blason reste à déterminer. |

| Blason à dessiner | Blason  |                                                  |
| Blason à dessiner | Détails | Le statut officiel du blason reste à déterminer. |

| Blason à dessiner | Blason  |                                                  |
| Blason à dessiner | Détails | Le statut officiel du blason reste à déterminer. |

| Blason à dessiner | Blason  |                                                  |
| Blason à dessiner | Détails | Le statut officiel du blason reste à déterminer. |

| Blason à dessiner | Blason  |                                                  |
| Blason à dessiner | Détails | Le statut officiel du blason reste à déterminer. |

| Blason à dessiner | Blason  |                                                  |
| Blason à dessiner | Détails | Le statut officiel du blason reste à déterminer. |

| Blason de Szentlőrinc | Blason  |                                                  |
| Blason de Szentlőrinc | Détails | Le statut officiel du blason reste à déterminer. |

| Blason de Szigetvár | Blason  |                                                  |
| Blason de Szigetvár | Détails | Le statut officiel du blason reste à déterminer. |

| Blason à dessiner | Blason  |                                                  |
| Blason à dessiner | Détails | Le statut officiel du blason reste à déterminer. |

| Blason à dessiner | Blason  |                                                  |
| Blason à dessiner | Détails | Le statut officiel du blason reste à déterminer. |

| Blason à dessiner | Blason  |                                                  |
| Blason à dessiner | Détails | Le statut officiel du blason reste à déterminer. |

| Blason à dessiner | Blason  |                                                  |
| Blason à dessiner | Détails | Le statut officiel du blason reste à déterminer. |

## T
| Blason à dessiner | Blason  |                                                  |
| Blason à dessiner | Détails | Le statut officiel du blason reste à déterminer. |

| Blason à dessiner | Blason  |                                                  |
| Blason à dessiner | Détails | Le statut officiel du blason reste à déterminer. |

| Blason à dessiner | Blason  |                                                  |
| Blason à dessiner | Détails | Le statut officiel du blason reste à déterminer. |

| Blason à dessiner | Blason  |                                                  |
| Blason à dessiner | Détails | Le statut officiel du blason reste à déterminer. |

| Blason de Töttös | Blason  |                                                  |
| Blason de Töttös | Détails | Le statut officiel du blason reste à déterminer. |

## U-Ú
| Blason à dessiner | Blason  |                                                  |
| Blason à dessiner | Détails | Le statut officiel du blason reste à déterminer. |

| Blason à dessiner | Blason  |                                                  |
| Blason à dessiner | Détails | Le statut officiel du blason reste à déterminer. |

## V
| Blason de Vajszló | Blason  |                                                  |
| Blason de Vajszló | Détails | Le statut officiel du blason reste à déterminer. |

| Blason de Várad | Blason  |                                                  |
| Blason de Várad | Détails | Le statut officiel du blason reste à déterminer. |

| Blason à dessiner | Blason  |                                                  |
| Blason à dessiner | Détails | Le statut officiel du blason reste à déterminer. |

| Blason de Vázsnok | Blason  |                                                  |
| Blason de Vázsnok | Détails | Le statut officiel du blason reste à déterminer. |

| Blason à dessiner | Blason  |                                                  |
| Blason à dessiner | Détails | Le statut officiel du blason reste à déterminer. |

| Blason à dessiner | Blason  |                                                  |
| Blason à dessiner | Détails | Le statut officiel du blason reste à déterminer. |

| Blason de Véménd | Blason  |                                                  |
| Blason de Véménd | Détails | Le statut officiel du blason reste à déterminer. |

| Blason de Villány | Blason  |                                                  |
| Blason de Villány | Détails | Le statut officiel du blason reste à déterminer. |

| Blason de Vokány | Blason  |                                                  |
| Blason de Vokány | Détails | Le statut officiel du blason reste à déterminer. |

## Z
| Blason de Zádor | Blason  |                                                  |
| Blason de Zádor | Détails | Le statut officiel du blason reste à déterminer. |

| Blason de Zengővárkony | Blason  |                                                  |
| Blason de Zengővárkony | Détails | Le statut officiel du blason reste à déterminer. |

| Blason à dessiner | Blason  |                                                  |
| Blason à dessiner | Détails | Le statut officiel du blason reste à déterminer. |